# Wilhelm Müller (Jurist)
Wilhelm Müller (* 30. Januar 1902 in Mosbach; † 16. Januar 1993 in Ettlingen) war ein deutscher Jurist.

## Leben
Wilhelm Müller, ältester Sohn des badischen Landgerichtsrats Otto Müller (1859–1947) sowie der aus Colmar stammenden Emma Müller, geborene Zoeller (1872–1949), wandte sich nach dem abgelegten Abitur dem Studium der Rechtswissenschaften zu, das er mit der Promotion abschloss. Wilhelm Müller war in der Folge nach unterschiedlichen Richterstellen als Generalstaatsanwalt beim Oberlandesgericht Karlsruhe sowie von 1963 bis zu seiner Verabschiedung in den Ruhestand 1967 als Präsident des Oberlandesgerichts eingesetzt.
Wilhelm Müller erhielt 1967 das große Verdienstkreuz mit Stern der Bundesrepublik Deutschland. Er starb 1993 knapp vor Vollendung seines 91. Lebensjahres. Sein jüngerer Bruder war der Philosoph Max Müller (1906–1994).